# Zéno Bianu
Zéno Bianu, né le 28 juillet 1950 à Paris, est un poète, dramaturge, essayiste et traducteur français.

## Biographie
Zéno Bianu naît en 1950 à Paris, d'un père roumain réfugié politique et d’une mère française.

### Parcours et apports
En 1971, il signe, avec quinze autres poètes, dont Michel Bulteau et Matthieu Messagier, le Manifeste électrique aux paupières de jupes. C’est le début d’une œuvre d'une cinquantaine d'ouvrages, qui interroge la poésie, le théâtre, le jazz et l’Orient. Ses écrits sont publiés notamment chez Gallimard (Infiniment proche, Le désespoir n’existe pas, Prendre feu – avec André Velter) et chez Fata Morgana (Traité des possibles, Le ciel intérieur, La troisième rive).
Il multiplie également les lectures publiques, à la frontière de la poésie, du théâtre et du récital-jazz. Il a ainsi enregistré plusieurs CD, dont Dans le feu du bleu (Thélème), avec Denis Lavant et publié Poèmes à dire, une anthologie de la poésie francophone contemporaine conçue sous l’angle de l’oralité (Poésie/Gallimard). Il enregistre des livres-CD et performe sur scène au carrefour entre la poésie, la musique et la photographie, comme pour Cantique des Cantiques, Songes de Leonad Cohen (éditions de l'Improbable, 2019). On lui doit également une trilogie de poèmes consacrés à la musique et au jazz, aux éditions du Castor astral : Chet Baker (déploration), Jimi Hendrix (aimantation), John Coltrane (méditation), où il s’attache à restituer la note bleue de ces artistes.
Ses pièces et adaptations théâtrales, éditées par Actes Sud-Papiers, ont été jouées au Festival d'Avignon (cour d’honneur du Palais des papes) et à l'Odéon-Théâtre de l'Europe, notamment Le Chevalier d’Olmedo, dans une mise en scène de Lluis Pasqual, avec Jean-Marc Barr, L’Idiot, dernière nuit, avec Denis Lavant et Vincent Schmitt, dans une mise en scène de Balazs Gera, et Un magicien, avec Robin Renucci et Pierre Édernac, dans une mise en scène de Marc Feld. 
Ses textes pour la scène ou la radio ont croisé les voix de Tchéky Karyo, Jacques Bonnaffé, Jean-Luc Debattice, François Marthouret, Pierre Clémenti, Isabelle Carré, Juliet Berto, Geneviève Page, Thierry Hancisse, Clovis Cornillac, Christian Cloarec, Évelyne Istria, Bruno Sermonne, Agnès Sourdillon – et les musiques ou les chorégraphies d’Elise Caron, Steve Potts, Aldo Romano, Gérard Siracusa, Stefano di Battista, Simon Goubert, Hélène Labarrière, David Linx, Alain Kremski, Jean-Paul Auboux, Mimi Lorenzini, Jean-Paul Célea, Marc Battier, Anne Ballester, John Boswell, Sandip Chatterjee, Gaspar Claus, Catherine Delasalle, Christophe Laborde, Noël McGhee, Jean-Luc Ponthieux, Wolfgang Reisinger, Françoise Toullec, Junko Ueda, Shiro Daimon, Brigitte Chataignier... 
Fasciné par les cultures d’Orient, il a composé une anthologie de poèmes classiques chinois, La Montagne vide, avec Patrick Carré (aux éditions Albin Michel) et deux anthologies de haikus avec Corinne Atlan (aux éditions Poésie/Gallimard). Dans son essai Krishnamurti ou l’insoumission de l’esprit (aux éditions du Seuil), ouvrage consacré à Jiddu Krishnamurti, il livre une lecture d’une « parole de haute désobéissance » qui entend affronter «au plus près l’inconfort d’exister».
Il a participé à une centaine de livres d’artistes (avec notamment Vladimir Veličković, Richard Texier, Michel Mousseau, Bertrand Dorny, Jean Messagier, Simon Messagier, Joël Leick, Colette Deblé, Ernest Pignon-Ernest, Christian Jaccard, Himat, Ramon Alejandro, Peter Briggs, Jef Aérosol, Alain Gauvin, Jean-Gilles Badaire, Jacques Vimard, Anne Walker, Michel Gérard, Lise-Marie Brochen, Jean-Marc Scanreigh, Marc Feld, Jean Clauzel, Albert Woda, Stéphane Quoniam, etc.)
Il a dirigé au début des années 2000 la collection Poésie aux éditions Jean-Michel Place, collection réunissant et faisant se rencontrer deux poètes à chaque volume : Jacques Lacarrière par Luis Mizon, Charles Juliet par Jean-Pierre Siméon, Ghérasim Luca par André Velter, Marina Tsvétaïéva par Linda Lê, Serge Pey par Arlette Albert-Birot, William Burroughs par F.J. Ossang, André du Bouchet par Antoine Émaz, Bernard Noël par Régine Detambel, Matthieu Messagier par Renaud Ego, Pierre-Jean Jouve par Franck Venaille, Armand Gatti par Marc Kravetz, Sylvia Plath par Valérie Rouzeau, etc.
Ses textes ont été traduits en anglais par Cid Corman, Pierre Joris et Jack Hirschman, et en espagnol par Clara Janès et Luis Mizon.

## Réception
Il est perçu par Charles Dobzynski comme « le saxophoniste couleur blues d’une poésie toujours ouverte sur le large », et par Alain Jouffroy comme un « spécialiste de l’infinité mentale ». Zéno Bianu apparaît comme personnage romanesque dans Enigma, le deuxième roman d’Antoni Casas Ros.

## Publications

### Poésie
- Manifeste électrique aux paupières de jupes, collectif, Le Soleil Noir, 1971[2].
- Mort l'aîne, avec Matthieu Messagier, Christian Bourgois, 1972.
- Mantra, Les Cahiers des Brisants, 1984.
- Poèmes et proses des ivresses, avec Vincent Bardet, Seghers, 1984.
- La Parole et la Saveur, anthologie de la poésie indienne du XXe siècle, avec Richelle Dassin et Serge Sautreau, Les Cahiers des Brisants, 1986.
- La Montagne vide, anthologie de la poésie chinoise (IIIe au XIe siècle), avec Patrick Carré, Albin Michel, 1987.
- La Danse de l'effacement, préface de Charles Juliet, ill. de Ramon Alejandro, Brandes, 1990.
- Un seul faux pas dans l'infini, ill. de Jean Messagier, Les Cahiers des Brisants, 1990.
- Fatigue de la lumière, Granit, 1991.
- L'Abeille turquoise, chants d'amour du VIe dalaï-lama, Seuil, 1994.
- Ombre ouverte, ill. de Lise-Marie Brochen, Dana, 1996.
- Précis de haute enfance, avec Richard Texier, Fata Morgana, 1997.
- Traité des possibles, avec Richard Texier, Fata Morgana, 1998[6].
- L'Atelier des mondes, Arfuyen, 1999.
- Le Ciel intérieur, ill. de Vladimir Velićković, Fata Morgana, 1999.
- Les Lèvres de l'éclipse, ill. de Jean-Marc Scanreigh, Fata Morgana, 1999.
- El Dorado, poèmes et chants des Indiens précolombiens, avec Luis Mizón, Seuil, 1999.
- Infiniment proche, L'Arbalète-Gallimard, 2000[6].
- Stentor, CD, avec le groupe Outland, Marges/Futura, 2001.
- Lisière d'infini, avec Michel Mousseau, Fata Morgana, 2001.
- Le battement du monde, Lettres Vives, 2002.
- Dans le feu du bleu, CD, avec Denis Lavant et Jean-Paul Auboux, Thélème, 2002.
- Pierre ouverte, avec Richard Texier, Robert et Lydie Dutrou, 2002.
- Exercices d’aimantation, ill. de Richard Texier, Les Petits Classiques du Grand Pirate, 2002.
- Fugue, ill. de Richard Texier, Maeght, coll. « Duos », 2002.
- Poèmes à dire, une anthologie contemporaine francophone, Poésie/Gallimard, 2002, rééd. 2013.
- Haiku, anthologie du poème court japonais, avec Corinne Atlan, Poésie/Gallimard, 2002.
- Le Temps de lumière, avec Michel Mousseau, Jean-Michel Place, 2003.
- Suite pour Yves Klein, avec des photographies rehaussées de Joël Leick, Fata Morgana, 2003.
- Les Poètes du Grand Jeu, Poésie/Gallimard, 2003.
- Un point ouvert dans le ciel, ill. de Michèle Moreau, Fata Morgana, 2003.
- La Troisième Rive, ill. de Richard Texier, Fata Morgana, 2004.
- Danseurs de paradis, ill. de trois aquarelles de Stéphane Quoniam. Tirage limité à 12 exemplaires.
- Zéno Bianu, CD, avec Alain Kremski et Dominique Bertrand, Éditions Rencontres, 2006.
- Tancho, photos de Vincent Munier, Castor et Pollux, 2004.
- D’un ciel à l’autre, anthologie de la poésie indienne contemporaine, Poésie/Gallimard et Gibert Joseph, 2007.
- Pour Elvin Jones (consumations), avec Marc Feld, Page, 2007.
- Haiku du XXe siècle, avec Corinne Atlan, Poésie/Gallimard, 2007.
- Variations Daumal, ill. de Nicolas Rozier, Le Temps volé, 2008.
- Chet Baker (déploration), préface d’Yves Buin, Le Castor Astral, 2008.- Prix Maïse Ploquin-Caunan 2009 de l’Académie française

- Bibliothèques, avec Michel Butor, Bernard Noël, Paul Chemetov, etc., ill. de Bertrand Dorny, Virgile, 2009.
- Audioscans, CD-livre, avec Marc Battier et Roberto Matta, Maat, 2009.
- Variations Artaud, ill. d’Ernest Pignon-Ernest, Dumerchez, 2009.
- Jimi Hendrix (aimantation), Le Castor Astral, 2010[7].
- Le désespoir n’existe pas, Gallimard, 2010.
- Au vif du monde (Soutine-monologue), avec Marc Feld, Dumerchez, 2011.
- Éros émerveillé, anthologie de la poésie érotique française, Poésie/Gallimard, 2012[8].
- John Coltrane (méditation), préface d’Yves Buin, Le Castor Astral, 2012[3].
- Prendre feu, avec André Velter, Gallimard, 2013.
- Visions de Bob Dylan, Le Castor Astral, 2014.
- Satori Express, Le Castor Astral, prix Robert Ganzo, 2017.
- D’un univers funambule, Gallimard, 2017.
- Bleu Fauve, interventions de Richard Texier, Le Castor Astral, 2018.
- Cantique des Cantiques, Songes de Leonard Cohen, livre-CD, éditions de l’Improbable, 2019, avec Laurent Cohen (composition, musique), Didier Ben Loulou (photographies), Annie Lulu (traversées vocales), Sandrine Saporta (claviers).
- Santana, de toutes les étoiles, avec Yves Buin, Le Castor Astral, 2020.
- Un feu au cœur du vent – Trésors de la poésie indienne, des Védas au XXIe siècle, Gallimard, 2020.

### Essais
- Krishnamurti ou l'insoumission de l'esprit, Seuil, 1996[4].
- Sagesses de la mort en orient/occident, Albin Michel, 1999.
- Georges Méliès, le magicien du cinéma, avec Julia Perrin, À dos d’âne, 2011.
- Richard Texier, sculptures, avec Pascal Bonafoux, Éditions du Patrimoine, 2012.
- Petit éloge du bleu, Gallimard, coll. « Folio », 2020.

### Théâtre
- Le Théâtre des saveurs, avec Pierre Clémenti, Juliet Berto, André Marcon, Jean-Marie Patte, etc., réalisation Janine Antoine, France Culture et Communauté des Radios Publiques de langue française, 1986.
- Monteverdi, Casanova, Brunelleschi, d'après Miklós Szentkuthy, avec Geneviève Page et Élise Caron, m.s. Pierre Chabert, musiques de Bruno Gillet, France Culture/Avignon, 1991.
- Le Chevalier d'Olmedo de Lope de Vega, m.s. de Lluís Pasqual, avec Jean-Marc Barr, Denis Lavant, Évelyne Istria, Isabelle Candelier, etc., Cour d'honneur du Palais des Papes, Avignon; Odéon-Théâtre de L'Europe; Actes Sud-Papiers, 1992.
- Le Livre de Spencer, d'après Marlowe et Brecht, m.s. de Lluís Pasqual, avec François Marthouret, Christian Cloarec, Isabelle Habiague, Émile Abossolo-M’Bo, Odéon-Théâtre de l'Europe, 1994.
- Le Phénix de Marina Tsvétaïéva, traduit avec Tonia Galievsky, Petit-Odéon 1996, Clémence Hiver, 2002.
- Mandala, «Les Poétiques», avec Denis Lavant, Jean-Paul Auboux, Alain Kremski, etc., France Culture/Théâtre du Rond-Point, 1998.
- L'Idiot, dernière nuit, m.s. de Balasz Gera, d'après Dostoïevski, avec Denis Lavant et Vincent Schmitt, Odéon-Théâtre de l'Europe; Actes Sud-Papiers, 1999.
- Orphée, avec Denis Lavant et Agnès Sourdillon, Petit-Odéon, 2001.
- La Chambre des vertiges, chorégraphie de Brigitte Chataignier, avec Vincent Schmitt et Jean-Paul Auboux, Théâtre Molière/Maison de la Poésie, 2002.
- Un magicien, m.s. de Marc Feld, avec Robin Renucci, Pierre Edernac et Jean-Christophe Feldhandler, Théâtre 71, Festival d'Automne; Actes Sud-Papiers, 2003.
- J'ai soif de toutes les routes, d'après Marina Tsvétaïéva, m.s. de Balazs Gera, avec Évelyne Istria et Claude Lévèque, Théâtre Molière/Maison de la Poésie, 2005.
- Gopika, chorégraphie de Brigitte Chataignier, Grand Théâtre de Lorient, 2007.
- Constellation des voix, m.s. de Claude Guerre, avec Denis Lavant et Gérard Siracusa, Théâtre Molière/Maison de la Poésie, 2008.
- Gangâ, chorégraphie de Brigitte Chataignier, musiques d’Alain Kremski, Théâtre de Saint-Quentin en Yvelines, 2011, tournée en Inde (Calcutta, Bhopal, Jaipur, Delhi, Khajurao), 2013.
- Musiques et poèmes des sphères, avec Alain Kremski, Anne Dupont-Monfort, Michel Deneuve et le chœur des Temperamens variations, Léviathan d’Anish Kapoor, Monumenta, Grand Palais, 2011.

### Textes dans des anthologies et des ouvrages collectifs
- Orphée Studio, Poésie d’aujourd’hui à voix haute, André Velter, Poésie/Gallimard, 1999.
- Poèmes à suivre, Folio-Gallimard/Printemps des Poètes, 2000.
- Un certain accent, anthologie de poésie contemporaine, Bernard Noël, L’atelier des Brisants, 2002.
- Anthologie de la poésie française à la première personne du singulier, Alain Jouffroy, Éditions du Rocher, 2002.
- Poésies du monde, anthologie, Seghers, 2003.
- Rimbaud après Rimbaud, Textuels, 2004.
- Passeurs de mémoire, de Théocrite à Alfred Jarry, la poésie de toujours lue par 43 poètes d’aujourd’hui, édition de Jean-Baptiste Para, Poésie/Gallimard, 2005.
- Métamorphoses, Seghers, 2005.
- Triages (n° Ghérasim Luca), Tarabuste Éditions, 2006.
- Le Grand Jeu en mouvement, L’Âge d’Homme, 2007.
- André Velter, De départ en départ, Centre Joë Bousquet et son Temps, 2008.
- L’Année poétique 2008, Seghers, 2008.
- La poésie, c’est autre chose, Arfuyen, 2008.
- Pour Octavio Paz, Mercure de France/Maison de l’Amérique Latine, 2008.
- Poésies de langue française, Seghers, 2008.
- Naissances, Cahiers Jacques Lacarrière 1, Christian Pirot, 2008.
- René Daumal ou le perpétuel incandescent, Le Bois d’Orion, 2008.
- Jean-Luc Parant, l’évasion du regard, Médiathèque Voyelles, Charleville-Mézières, 200.
- 40 poètes pour Tardieu, Cahiers pour Jean Tardieu, Calliopées, 2009.
- L’année poétique 2009, Seghers, 2009.
- Juste des livres, Dumerchez, 2009.
- Tombeau pour les rares, Nicolas Rozier, Éditions de Corlevour, 2010.
- Albert Ayler, Témoignages sur un holy ghost, édition de Franck Médioni, Le mot et le reste, 2010.
- Anthologie poétique amoureuse, édition de Marc Alyn, Écriture, 2010.
- Mon beau navire ô ma mémoire, Un siècle de poésie française, Gallimard 1911-2011, Poésie/Gallimard, 2011.
- Tres poetas franceses del siglo XXI, Bernard Noël, Zéno Bianu, Jean-Yves Masson, edicion de Clara Janès, Ediciones del Oriente y del Mediterraneo, 2012.

### Préfaces
- Musiques de transe et d'éveil, Marc-Louis Questin, Paris, éd. Accarias-L'Originel, 1990.
- Le ciel brûle, Marina Tsvétaïéva, préface et édition, Poésie/Gallimard, 1999.
- Sainte horreur du poème, Dominique Sampiero, Lettres vives, 2001.
- Le Sel de l’Eden, Serge Sautreau, La passe du vent, 2002.
- Les Écrits mystiques de Vicence, (avec Alain Jouffroy), Jacques Ferry, Le Castor Astral, 2006.
- Révélaberration, Simon Messagier, Néo Éditions, 2006.
- Insomnie et autres poèmes, Marina Tsvétaïéva, préface et édition, Poésie/Gallimard, 2011.

## Pour approfondir

### Revue de presse
- Rédaction du Monde, « Manifestes électriques », Le Monde,‎ 18 août 2000.
- Monique Pétillon, « Infiniment proche, de Zéno Bianu », Le Monde,‎ 30 mars 2001.
- Patrick Kéchichian, « Portraits poétiques en chaîne », Le Monde,‎ 14 mai 2004.
- Jean-Claude Pirotte, « Staccato », L'Express,‎ 17 juin 2010 (lire en ligne).
- Monique Pétillon, « Chorus sauvage », Le Monde,‎ 13 avril 2012.
- Rédaction du Monde, « Eros émerveillé », Le Monde,‎ 11 mai 2012.